# 가와치촌 (니가타현 나카우오누마군)
가와치촌(河内村)은 니가타현 나카우오누마군에 설치되었던 촌이다. 현재의 도카마치시에 해당한다.